# Loschwitzer Hafen

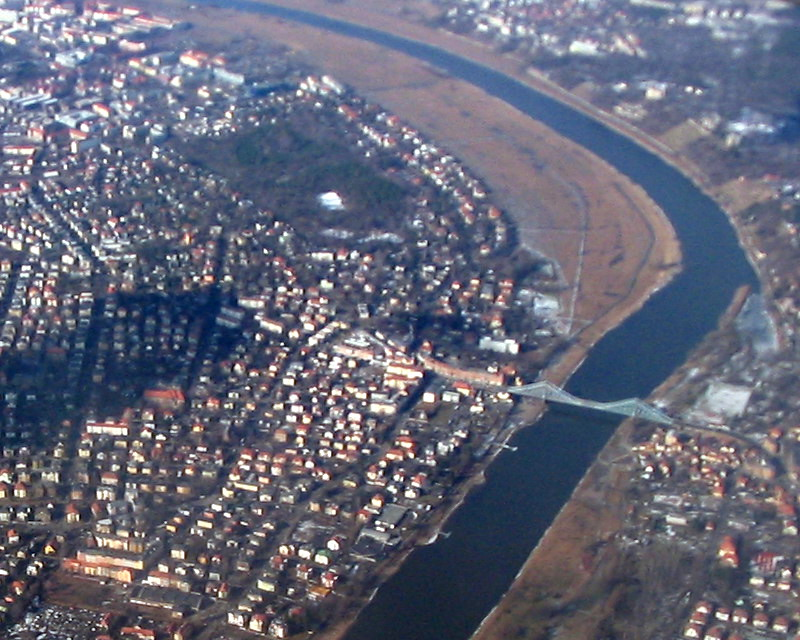
Luftaufnahme von Dresden, der Hafen (am rechten Bildrand) befindet sich nördlich des Blauen Wunders am Anfang des Elbbogens

Der Loschwitzer Hafen ist ein Binnenhafen in der sächsischen Landeshauptstadt Dresden an der orographisch rechten Seite der Elbe im namensgebenden Stadtteil Loschwitz. Er befindet sich mittig auf der gut einen Kilometer langen Strecke zwischen dem Blauen Wunder und Dinglingers Weinberg.

## Geschichte

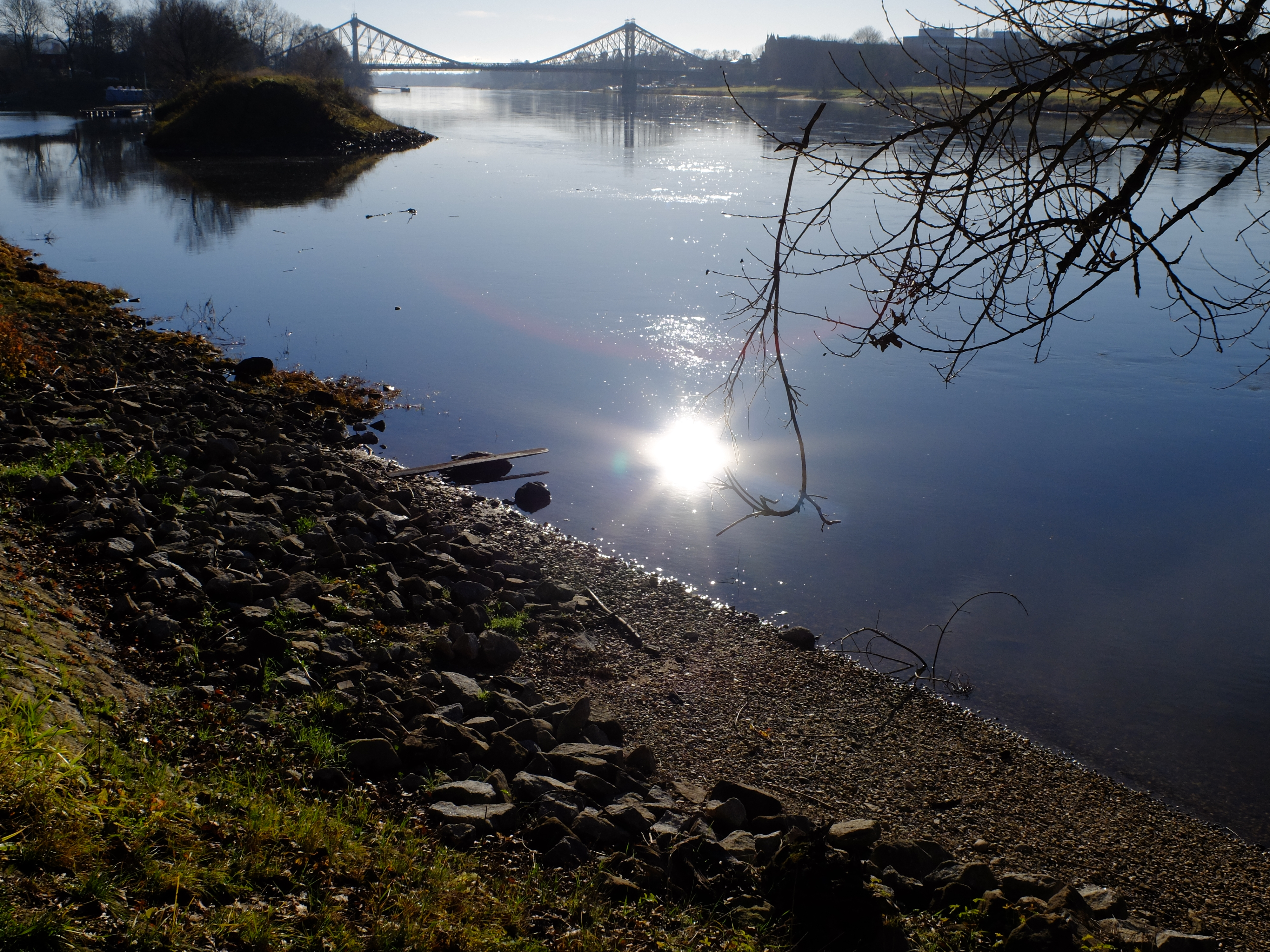
Blick flussaufwärts in die Hafeneinfahrt (am linken Bildrand) und auf das Blaue Wunder

Auf der Oberelbe war die Schifffahrt bis ins beginnende 19. Jahrhundert relativ unbedeutend. Es kamen häufig Segelschiffe zum Einsatz, die flussaufwärts getreidelt wurden. Der Warenumschlag erfolgte zumeist an einfachen Landeplätzen. Als am 7. Mai 1835 ein von Hamburg kommendes Heckraddampfboot von Heinrich Wilhelm Calberla, Besitzer der Calberlaschen Zuckersiederei, mit zwei Kähnen im Schlepp in Dresden eintraf, begann die Dampfschifffahrt auf der Oberelbe. Die im darauffolgenden Jahr gegründete Elbdampfschiffahrts-Gesellschaft erhielt das Privileg zur Dampfschifffahrt im Königreich Sachsen auf fünf Jahre. Nach zwei Übernahmen in den Jahren 1849 und 1851 benannte sich das Unternehmen 1867 um in Sächsisch-Böhmische Dampfschiffahrts-Gesellschaft.
Zur von Eisgang befreiten Überwinterung der eigenen Dampfer beschloss die Gesellschaft 1863 die Anlage eines Winterhafens bei Loschwitz, dessen Bau im September 1864 begann. Bis 1867 schuf die Gesellschaft stromaufwärts der damaligen Dresdner Stadtgrenze und auf eigene Kosten im Zuge der staatlich ausgeführten Regulierung der Elbe den Loschwitzer Hafen, indem ein gewonnener Stromabschnitt erweitert und ausgebaggert wurde. Zudem erhöhte sie den Korrektionsdamm (Parallelwerk) zu einem Hafendamm. Dass im 19. Jahrhundert ein Hafen an der Oberelbe nicht staatlich, sondern privat finanziert wurde, war eher die Regel als die Ausnahme. Dementsprechend nutzte auch nur die Gesellschaft diesen Hafen, wodurch sie sich auch ohne Monopolstellung vor dem Auftreten von Konkurrenzunternehmen schützte. Eine bedeutende Erweiterung des Hafens erfolgte 1877. Gut 18.000 Kubikmeter ausgehobener Kies und Boden wurden mittels Kähnen flussabwärts zum anderthalb Kilometer entfernten, neuerbauten Städtischen Wasserwerk Saloppe abtransportiert, um dort die mit Sammelrohren versehenen Buhnenfelder zu verfüllen.
Gegen Ende des Zweiten Weltkriegs wurde das im Hafen überwinternde Loschwitzer Elbebad bei den Luftangriffen auf Dresden schwer beschädigt.
Der Loschwitzer Hafen hat zwischenzeitlich seine einstmals wirtschaftliche Bedeutung und seit 1970 auch seine Funktion als Not- und Winterhafen für die Weiße Flotte verloren. Er wird von zwei Wassersportclubs genutzt, dem Wassersportclub Dresden-Loschwitz, der dort 1978 sein eigenes Clubgebäude errichtete, und dem Motorwassersportclub Elbe Dresden.
Beim Elbhochwasser 2002 und erneut beim Elbhochwasser 2013 wurde das Umfeld des Hafens am Körnerweg stark in Mitleidenschaft gezogen. Unter anderem wurde ein auf Stelzen stehendes Gebäude, dessen Stelzen zu DDR-Zeiten mit Wänden zu einem nutzbaren Erdgeschoss ausgesteift wurden, bis zur Unterkante des Obergeschosses überflutet. Als Konsequenz erfolgte 2015/2016 der Anbau eines auf Stelzen stehenden Funktionsgebäudes und der Rückbau des Erdgeschosses, sodass im Hochwasserfall das Wasser unter den beiden Gebäuden durchfließen kann.